# Torpedowiec

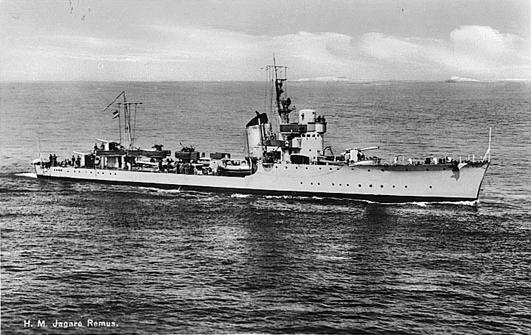
Szwedzki torpedowiec "Remus" budowy włoskiej z okresu II wojny św.

Torpedowiec – klasa niewielkich lub średniej wielkości okrętów, przeznaczonych głównie do wykonywania ataków torpedowych na okręty nieprzyjaciela. Powstała pod koniec XIX wieku, kiedy to przypadł też szczyt popularności torpedowców. Zastąpione następnie przez inne klasy okrętów, były budowane i używane w mniejszych ilościach do okresu II wojny światowej.

## Historia

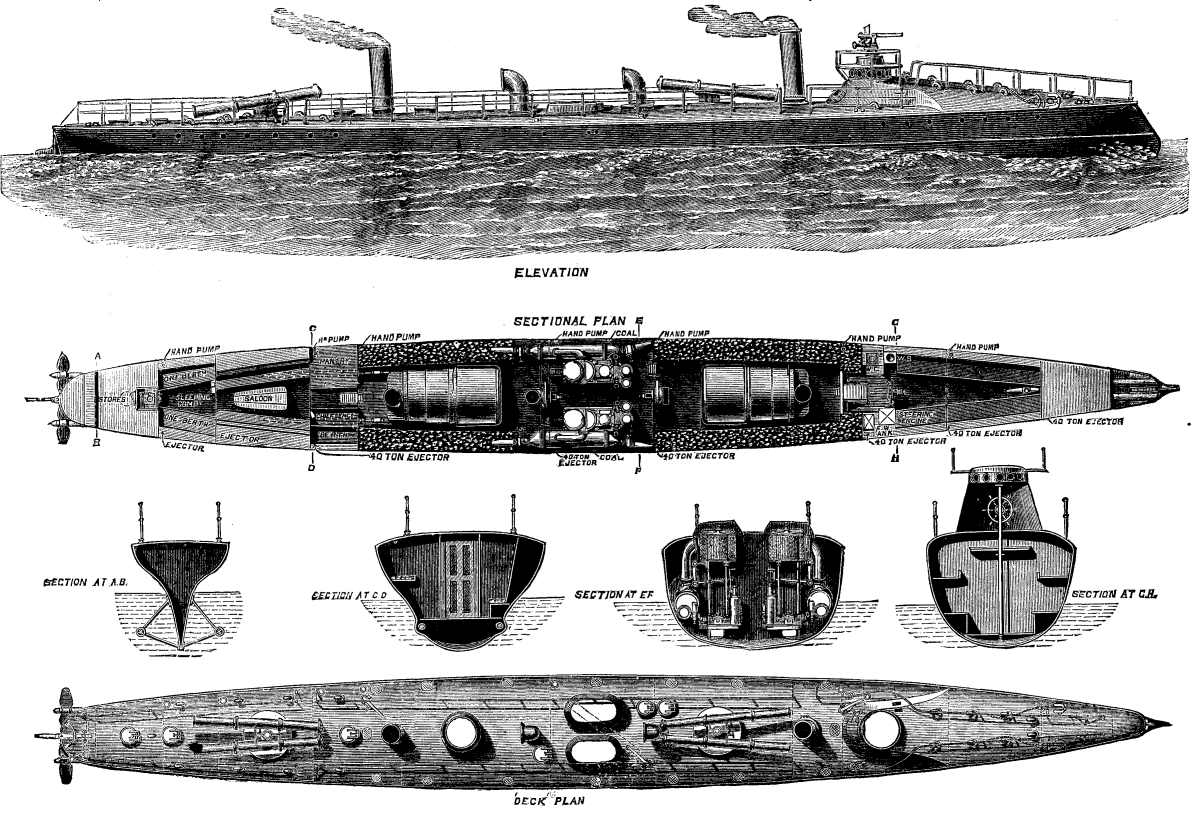
Włoski torpedowiec 76Y budowy brytyjskiej z 1886

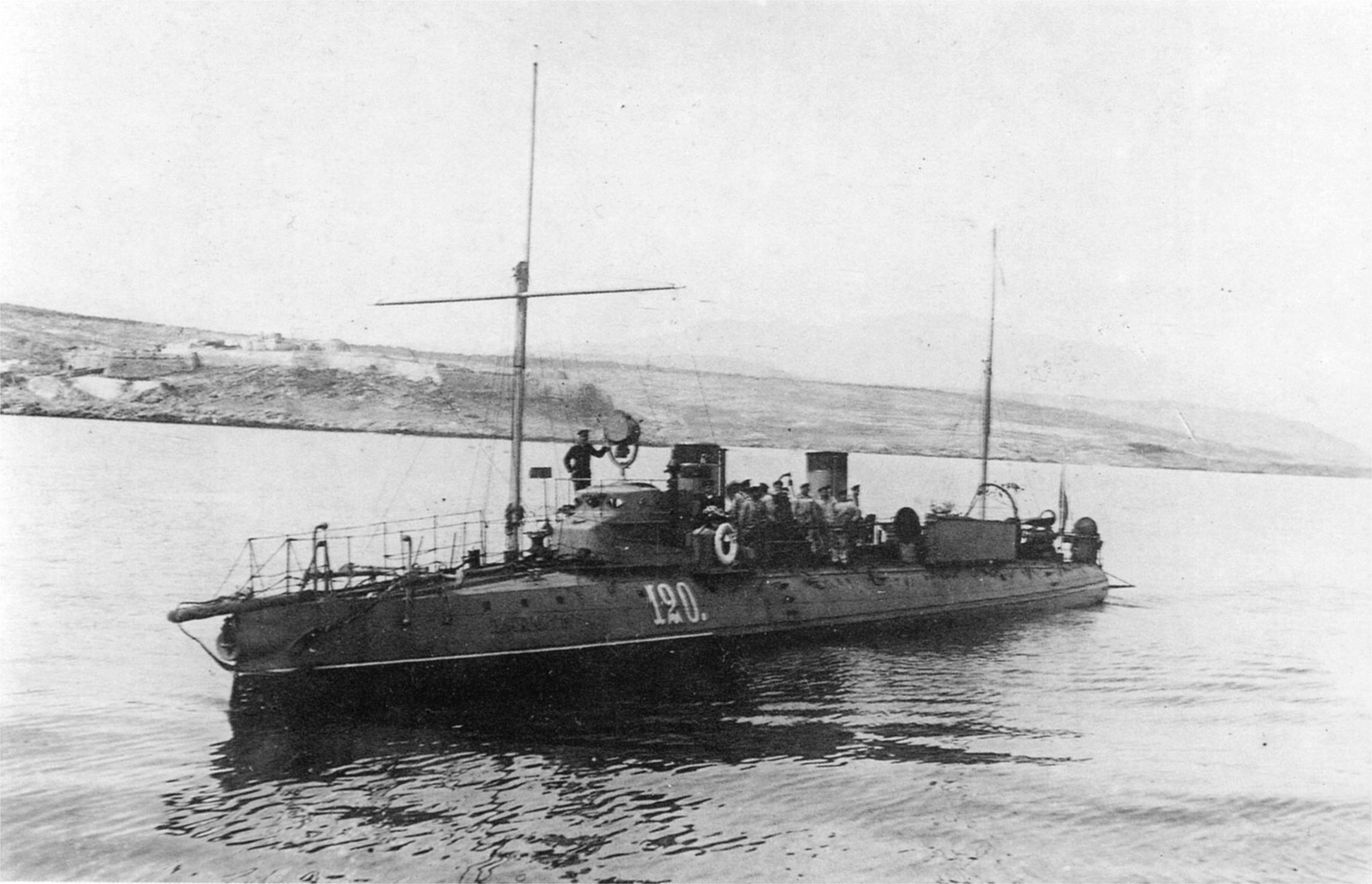
Rosyjski torpedowiec No.120 (1897, francuskiego typu „Dragon”, 120 t wyporności)

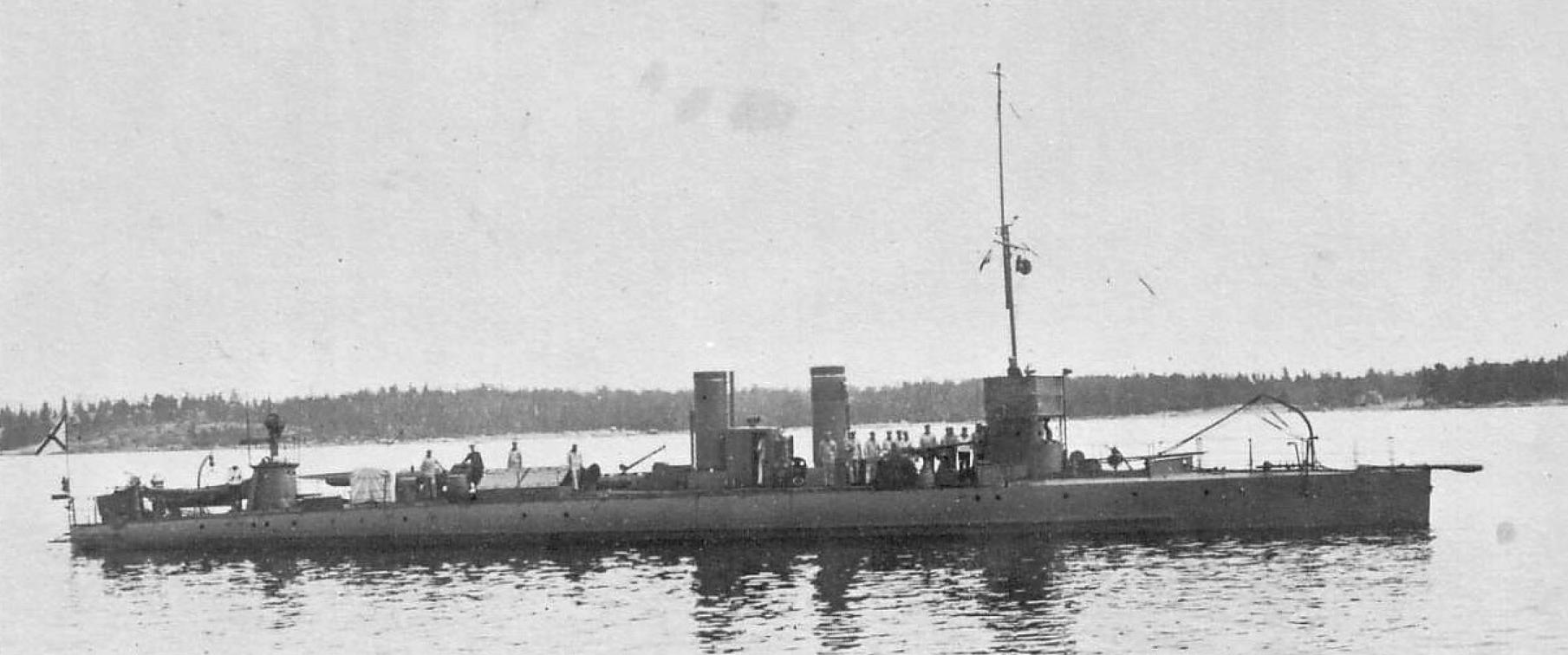
Rosyjski torpedowiec No.214 (1902, francuskiego typu „Cyklon”, 150 t wyporności)

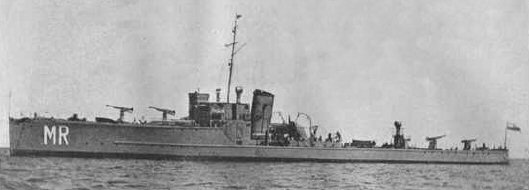
Torpedowiec z okresu I wojny światowej – ORP „Mazur” (zdjęcie z okresu 1935-1939, jako szkolny okręt artyleryjski)

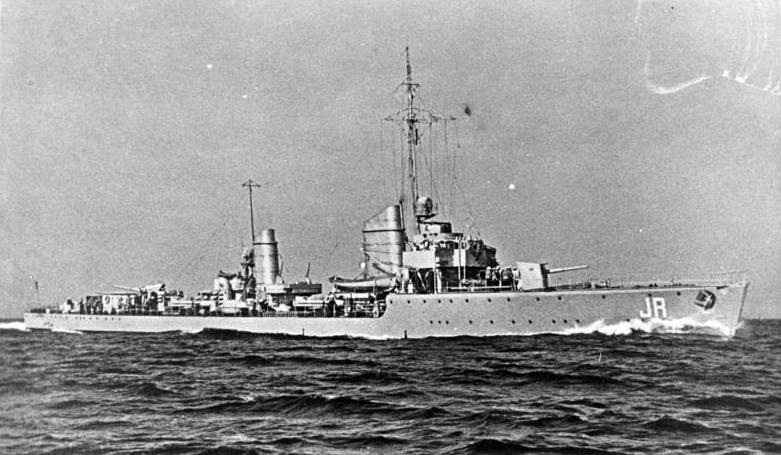
Niemiecki torpedowiec „Jaguar” typu 1924 z okresu międzywojennego i II wojny światowej

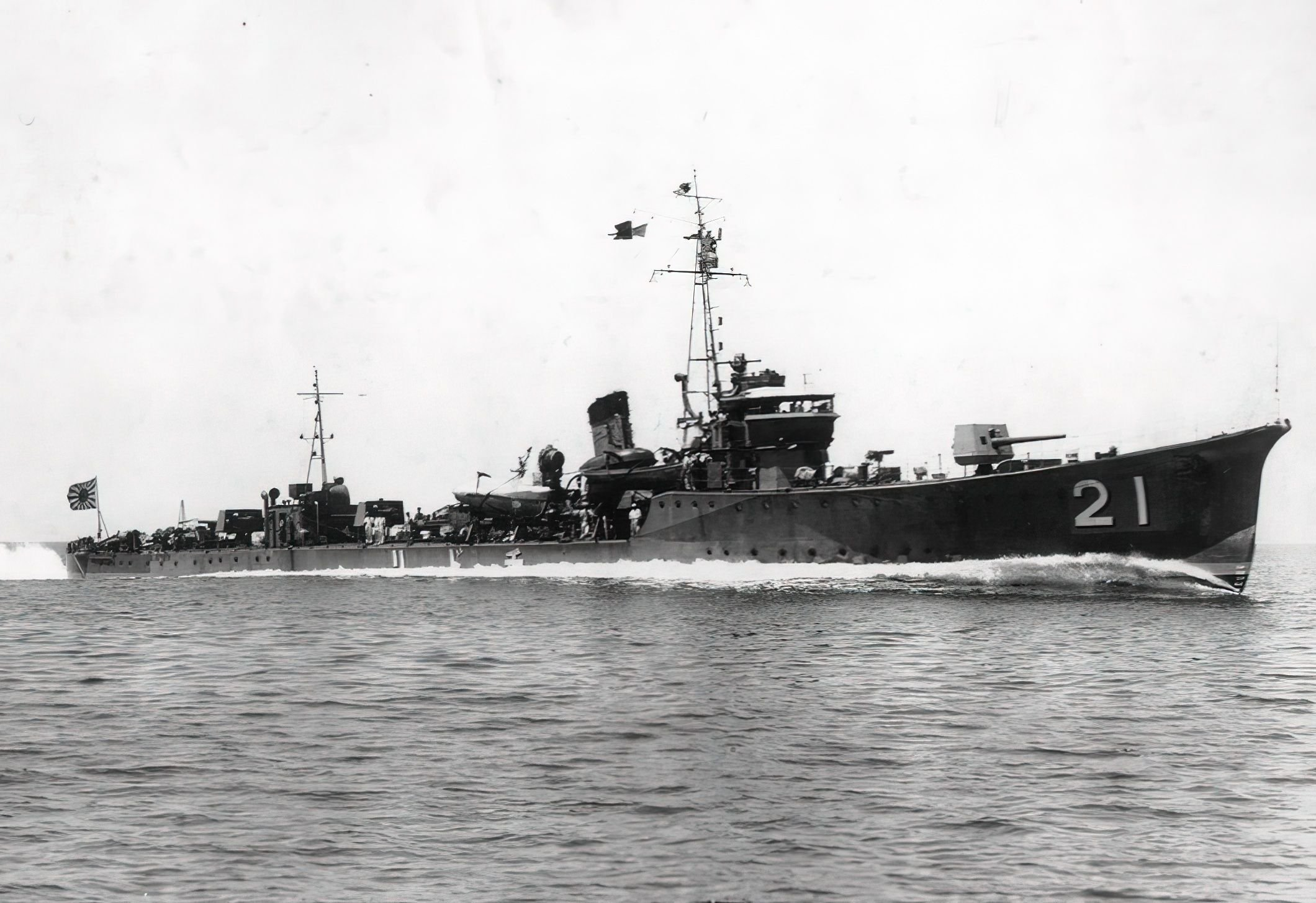
Japoński torpedowiec „Chidori” z okresu II w.św.

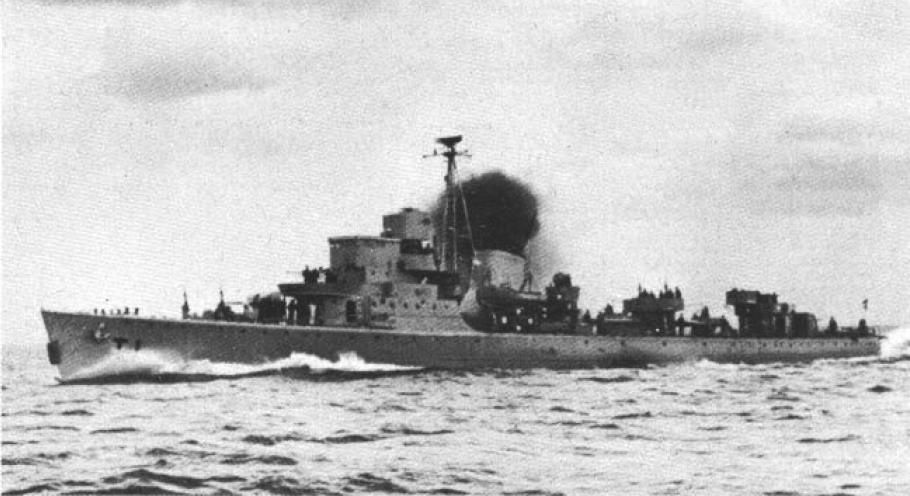
Duński torpedowiec "Huitfeld" z 1947

### XIX wiek
Protoplastami torpedowców były kutry parowe uzbrojone w miny wytykowe albo miny holowane za okrętem (nazywane także początkowo „torpedami”). O właściwej klasie torpedowców można mówić jednak dopiero po skonstruowaniu torped samobieżnych na przełomie lat 60. i 70. XIX wieku. Oprócz uzbrajania w torpedy większych okrętów jako uzbrojenia pomocniczego, powstała wówczas koncepcja budowy małych i tanich jednostek, dla których torpedy stanowiły główne lub nawet jedyne uzbrojenie. Pierwszym specjalnie zbudowanym torpedowcem był brytyjski HMS „Lightning” (TB.1) zakładów Thornycroft (należących do Johna Thornycrofta) z 1876.
Wkrótce po nim liczne torpedowce zaczęły budować także Francja, Niemcy i inne państwa. Szeroko eksportowane, torpedowce znalazły się na uzbrojeniu praktycznie wszystkich państw posiadających marynarki wojenne. Znanymi producentami na świecie stały się zwłaszcza brytyjskie firmy Thornycroft i Yarrow, niemiecki Schichau z Elbląga i francuski Normand. Okresem najbardziej masowej budowy klasy torpedowców były lata 1880-1905. Wraz z rozwojem techniki, rosła wielkość torpedowców i ich parametry, zwłaszcza szybkość. W niektórych państwach wyróżniano, zależnie od wielkości, torpedowce 1., 2., a czasami jeszcze 3. klasy, lecz nie był to podział jednolity ani ogólnie przyjęty. Mniejsze spośród torpedowców nadawały się w zasadzie jedynie do działań przybrzeżnych i obrony portów. Prowadzono też początkowo próby z przenoszeniem ich przez większe okręty zamiast zwykłych łodzi lub kutrów okrętowych, lecz nie wprowadzono tego na szerszą skalę. 
Najmniejsze wczesne torpedowce bywają określane w Polsce także jako kutry torpedowe, a torpedowcami określane są przede wszystkim większe okręty, lepiej uzbrojone i wyposażone w obrotowe wyrzutnie torpedowe.
Torpedowce końca XIX wieku miały typowo wyporność normalną od kilkudziesięciu do ok. 200 ton, najczęściej pomiędzy 60 a 150 ton (najmniejsze jednostki były kilkunastotonowe). Uzbrojenie stanowiły 1-3 wyrzutnie torped i, poza najmniejszymi jednostkami, do kilku małokalibrowych dział (kalibru do 37–47 mm). Często stosowano jedną stałą wyrzutnię torped na dziobie, a ponadto pojedyncze wyrzutnie obrotowe na pokładzie. Mniejsze torpedowce miały jedynie wyrzutnie dziobowe lub zrzutnie burtowe. Typowym kalibrem torped był 356 mm (14 cali), później 450–457 mm (18 cali). Większość torpedowców osiągała prędkość od 18 do 25 węzłów, mniej liczne były jednostki szybsze (do 31 w – francuski „Forban” z 1895) lub wolniejsze. Długość kadłuba torpedowców wynosiła najczęściej między 30 m a 50 m i był on silnie wydłużony. 
Torpedowce były po swoim powstaniu postrzegane jako wyjątkowo groźna broń, dostępna w dużych ilościach dla państw niebędących potęgami morskimi, zdolna zwalczać wielokrotnie większe i droższe pancerniki, stanowiące wówczas podstawę flot. Nacisk na budowę dużej liczby torpedowców kładła m.in. francuska tzw. „młoda szkoła”. Z uwagi na to zagrożenie, w latach 90. XIX wieku wykształciły się z torpedowców większe i szybsze okręty torpedowo-artyleryjskie, o silniejszym uzbrojeniu artyleryjskim, przeznaczone początkowo specjalnie do walki z torpedowcami i stąd nazwane klasą niszczycieli (od: „niszczyciel torpedowców”) lub kontrtorpedowców. Dzięki swojej wielkości (od 250-400 ton wzwyż), eliminowały one wspólną wadę torpedowców, jaką była niewielka dzielność morska, i wkrótce je zastąpiły, będąc równie zdolne do ataków torpedowych. Wcześniej, od połowy lat 80. w celu walki z torpedowcami budowano też kanonierki torpedowe (w terminologii Royal Navy nazywane torpedo boat catchers – „przechwytywacze torpedowców”), lecz nie przewyższały one torpedowców prędkością i stąd nie zyskały rozpowszechnienia.

### I wojna światowa
Podczas I wojny światowej i w latach bezpośrednio ją poprzedzających budowano już niewielką liczbę torpedowców i tylko w niektórych państwach. Zostały one wyparte z jednej strony przez silniejsze i bardziej uniwersalne niszczyciele, a z drugiej przez mniejsze i szybsze kutry torpedowe, stanowiące powrót do koncepcji torpedowców jako małych, tanich i szybkich okrętów. W użyciu pozostawały natomiast w większości państw starsze okręty tej klasy, aczkolwiek w dużej mierze przeznaczono je do zadań pomocniczych, typu trałowanie min lub zadania patrolowe. Nowe jednostki budowano jedynie do operacji przybrzeżnych tam, gdzie istotne były małe rozmiary i zanurzenie. Spośród większych państw morskich, nowe torpedowce budowały podczas wojny tylko Niemcy – serii A do działań we Flandrii, oraz Włochy i Austro-Węgry do działań na Adriatyku. Nowe torpedowce budowały z przyczyn ograniczeń finansowych także niektóre państwa posiadające mniejsze marynarki (np. Dania i Holandia).
Torpedowce okresu I wojny światowej miały wyporność od 100 do nieco powyżej 300 ton i prędkość do 29 węzłów, lecz kaliber ich dział sięgnął 66 mm – 88 mm. Jednymi z bardziej udanych były austro-węgierskie okręty typu 250-tonowego (Tb 74T i dalsze), które po wojnie trafiły do flot kilku innych krajów. 
Należy zaznaczyć, że we flocie niemieckiej okręty odpowiadające niszczycielom były klasyfikowane jako „torpedowce pełnomorskie” lub „wielkie torpedowce”, a we francuskiej i rosyjskiej jako „torpedowce eskadrowe”, lecz zalicza się je do klasy niszczycieli, a nie torpedowców.

### II wojna światowa
Po I wojnie światowej budowano niewiele nowych torpedowców. Klasa ta jednakże nie zanikła, gdyż traktat londyński z 1930 roku, ograniczający zbrojenia morskie głównych potęg morskich, zezwalał na budowę torpedowców o wyporności standardowej do 600 ton bez ograniczeń, nakładając jednocześnie ograniczenia ilościowe na niszczyciele (dla porównania, wyporność niszczycieli tego okresu wynosiła 1200-1800 t). Spowodowało to ograniczony renesans tej klasy i budowę dużej liczby nowoczesnych torpedowców przez Włochy (typ Spica i ulepszone) oraz mniejszych ilości przez Francję, Japonię (typ Chidori i jego rozwinięcia) i niektóre państwa o małych marynarkach. Torpedowce budowano od lat 20. także w III Rzeszy, początkowo traktowane jako substytut niszczycieli z powodu ograniczeń traktatu wersalskiego (poczynając od torpedowców typu 1923). Również początkowo w ZSRR w miejsce niszczycieli budowano tańsze okręty typu Uragan, klasyfikowane oficjalnie jako dozorowce, lecz faktycznie uznawane za torpedowce. Oprócz nowych okrętów, na torpedowce przeklasyfikowano w Niemczech i Włoszech również starsze i mniejsze niszczyciele z okresu I wojny światowej (jak np. T 196). 
W okresie II wojny światowej torpedowce były jeszcze używane przez Niemcy, Włochy, Francję, ZSRR i Japonię – głównie do zadań drugorzędnych (np. eskortowych). Po II wojnie światowej klasa tych okrętów zaczęła zanikać. Przez krótki okres używano jeszcze istniejących okrętów. Jako ostatnie torpedowce wodowano w latach 1946-1948 duńskie okręty typu Bille, które wkrótce potem zostały przebudowane na patrolowce. 
Torpedowce okresu II wojny światowej miały ok. 600-950 ton wyporności standardowej i prędkość do 35 węzłów. Ich uzbrojenie stanowiło do 6 obrotowych wyrzutni torpedowych kalibru 450–533 mm w dwu- lub trzyrurowych aparatach i do 3 dział kalibru 100–105 mm (japońskie – 120 mm). Wyjątkiem były niemieckie większe okręty typu 1939 (Elbing) (1300 t), klasyfikowane jako „torpedowce floty”, lecz będące w istocie małymi niszczycielami.

### Użycie w Polsce
Polska Marynarka Wojenna posiadała w okresie międzywojennym 6 poniemieckich torpedowców, budowy z okresu I wojny światowej, wycofanych z użytku w tej roli jeszcze w latach 30. z uwagi na przestarzałość: OORP „Kaszub”, „Krakowiak”, „Kujawiak”, „Mazur”, „Podhalanin”, „Ślązak”.